# Mesostenus ater
Mesostenus ater är en stekelart som beskrevs av Julius Theodor Christian Ratzeburg 1852. Mesostenus ater ingår i släktet Mesostenus och familjen brokparasitsteklar. Inga underarter finns listade i Catalogue of Life.